# Kokona Hiraki
Kokona Hiraki (開 心那), née le 26 août 2008 à Kutchan (Hokkaidō, Japon), est une skateuse professionnelle japonaise. Elle est vice-championne olympique du park à Tokyo en 2021.

## Carrière
Elle est médaillée d'argent aux X Games 2019 à Boise (Idaho).
En remportant l'argent dans l'épreuve de park aux Jeux olympiques d'été de 2020, elle devient la plus jeune athlète japonaise à participer et la plus jeune athlète à être médaillée de l'histoire des Jeux olympiques.